# Pinllopata
Pinllopata ist eine Ortschaft und eine Parroquia rural („ländliches Kirchspiel“) im Kanton Pangua der ecuadorianischen Provinz Cotopaxi. Die Parroquia besitzt eine Fläche von 31,5 km². Die Einwohnerzahl lag im Jahr 2010 bei 1030. Für das Jahr 2015 wurde eine Einwohnerzahl von 1117 prognostiziert.

## Lage
Die Parroquia Pinllopata liegt an der Westflanke der Cordillera Occidental. Die Längsausdehnung in Ost-West-Richtung etwa 8 km, die mittlere Breite 4 km. Das Gebiet liegt in Höhen zwischen 1480 m und 3560 m. Der Río Angamarca, rechter Quellfluss des Río Umbe fließt entlang der nördlichen Verwaltungsgrenze nach Westen. Der 2440 m hoch gelegene Hauptort befindet sich 6 km östlich vom Kantonshauptort El Corazón. Eine Nebenstraße verbindet Pinllopata mit den nahe gelegenen Orten El Corazón im Westen und Angamarca im Osten.
Die Parroquia Pinllopata grenzt im Norden und im Osten an die Parroquia Angamarca (Kanton Pujilí) sowie im Süden und im Westen an die Parroquia El Corazón.

## Orte und Siedlungen
In der Parroquia gibt es 7 Comunidades
- Chisla
- La Merced
- Langalo
- Pinllopata
- Siguidaza
- Ventanas de Amimín
- Veracruz

## Geschichte
Die Parroquia Pinllopata wurde am 2. September 1944 gegründet.